# Arapoema
Arapoema is een gemeente in de Braziliaanse deelstaat Tocantins. De gemeente telt 7.029 inwoners (schatting 2009).